# Guido Bolognini
Guido Bolognini (... – Livinallongo del Col di Lana, 13 dicembre 1916) è stato un calciatore italiano, di ruolo centrocampista.

## Carriera
Socio della Andrea Doria di Genova, militò nella sezione calcistica della stessa.
Nel suo primo incontro, che fu anche il primo ufficiale della sua società, il 9 marzo 1902, segnò una rete contro il Genoa, rete che tra l'altro fu la prima marcatura in assoluto della storia dei derby di Genova. La partita, che era valida per le eliminatorie della Liguria, terminò con l'affermazione genoana per 3-1.
Nel maggio 1902 partecipa con i biancoblu al torneo calcistico del campionato nazionale di ginnastica, aggiudicandosi la vittoria ad ex aequo con il Milan al termine della finale contro i genovesi, terminata a reti bianche, ed il titolo di campione d'Italia, la Coppa Forza e Coraggio e la Corona di Quercia.
Con la maglia dell'Andrea Doria, Bolognini giocò nella partita dell'eliminatoria nel 1904 contro il Milan, il 6 marzo 1904, terminata per 1-0 a favore dei rossoneri. Fu impiegato anche nell'eliminatoria ligure contro il Genoa nel 1906.
Rimasto socio della società ligure, allo scoppio della Prima guerra mondiale andò al fronte. Cadde il 13 dicembre 1916 a Livinallongo del Col di Lana con il grado di Capitano dell'11º Fanteria.

## Palmarès

### Calciatore

#### Club

##### Altre Competizioni
- Torneo FGNI: 1

Andrea Doria: 1902